# East Hartford
East Hartford ist eine Stadt im Hartford County im US-amerikanischen Bundesstaat Connecticut mit 51.252 Einwohnern (2010).

## Schulen
- East Hartford High School
- East Hartford Middle School
- Sunset Ridge School
- Joseph O. Goodwin School
- Hockanum Elementary School
- John A. Langford Elementary School
- Franklin H. Mayberry Elementary School
- Anna E. Norris Elementary School
- Robert J. O’Brien Elementary School
- Thomas S. O’Connell Elementary School
- Gov. William Pitkin Elementary School
- Silver Lane Elementary School
- Woodland School
- Universität von Connecticut

## Persönlichkeiten
- Grace Emily Cooley (1857–1916), Botanikerin und Hochschullehrerin